# Isocossus vandeldeni
Isocossus vandeldeni är en fjärilsart som beskrevs av Walter Karl Johann Roepke 1957. Isocossus vandeldeni ingår i släktet Isocossus och familjen träfjärilar. Inga underarter finns listade i Catalogue of Life.